# 勒基市鎮
41°51′00″N 24°49′01″E / 41.85°N 24.817°E

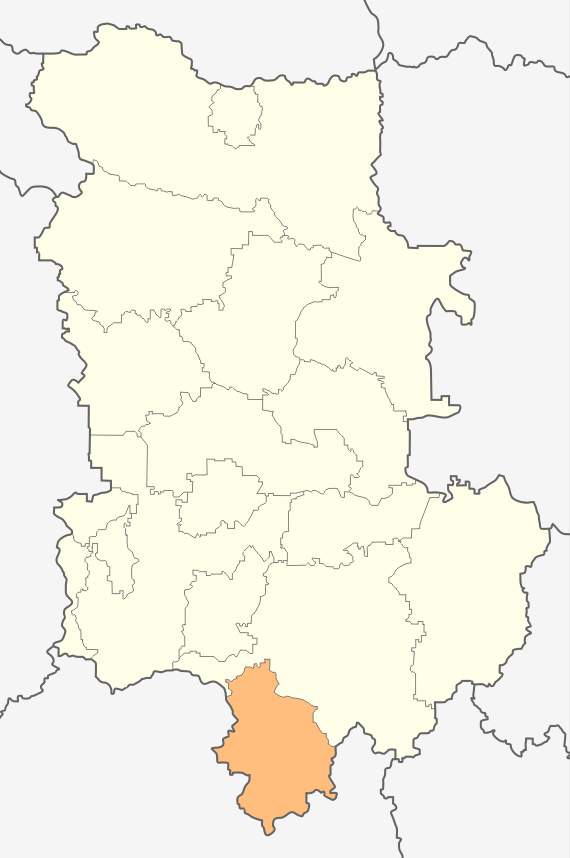

勒基市是保加利亞的城鎮，位於該國中部，由普羅夫迪夫州負責管轄，首府設於勒基，面積292.51平方公里，人口3,139，人口密度每平方公里10.7人。